# Conducto pancreático
En anatomía humana, el conducto de Wirsung o conducto pancreático principal, es un conducto que nace en la cola del páncreas, atraviesa el cuerpo, el cuello y la cabeza de esta glándula para desembocar a través de la ampolla de Vater en la carúncula mayor del duodeno, junto al conducto colédoco procedente de la vesícula biliar. En ocasiones existe otro conducto secundario en el páncreas que se llama conducto de Santorini o accesorio y tiene un trazado paralelo al anterior, desembocando de forma independiente en el duodeno por la carúncula menor. A través del conducto de Wirsung el páncreas expulsa el jugo pancreático hacia el duodeno para facilitar la digestión de los alimentos. El jugo pancreático corresponde a la función exocrina de la glándula, está compuesto por agua, bicarbonato y diferentes enzimas digestivas, entre ellas tripsina, quimiotripsina, amilasa, lipasa y ribonucleasa

## Etimología
El conducto de Wirsung debe su nombre al anatomista alemán Johann Georg Wirsung (1589-1643) que realizó su descripción.